# Comuna Meteș, Alba
Meteș (în maghiară: Metesd, în germană: Meteschdorf) este o comună în județul Alba, Transilvania, România, formată din satele Ampoița, Isca, Lunca Ampoiței, Lunca Meteșului, Meteș (reședința), Pădurea, Poiana Ampoiului, Poiana Ursului, Presaca Ampoiului, Remetea, Tăuți și Văleni.

## Demografie
Componența etnică a comunei Meteș
     Români (92,39%)
     Alte etnii (0,12%)
     Necunoscută (7,49%)
Componența confesională a comunei Meteș
     Ortodocși (86,47%)
     Baptiști (1,4%)
     Alte religii (4,13%)
     Necunoscută (8%)
Conform recensământului efectuat în 2021, populația comunei Meteș se ridică la 2.564 de locuitori, în scădere față de recensământul anterior din 2011, când fuseseră înregistrați 2.860 de locuitori. Majoritatea locuitorilor sunt români (92,39%), iar pentru 7,49% nu se cunoaște apartenența etnică. Din punct de vedere confesional, majoritatea locuitorilor sunt ortodocși (86,47%), cu o minoritate de baptiști (1,4%), iar pentru 8% nu se cunoaște apartenența confesională.

## Politică și administrație
Comuna Meteș este administrată de un primar și un consiliu local compus din 11 consilieri. Primarul, Daniel Sânzâiană[*], de la Partidul Național Liberal, este în funcție din 2021. Începând cu alegerile locale din 2024, consiliul local are următoarea componență pe partide politice:
|  | Partid                          | Consilieri | Componența Consiliului | Componența Consiliului | Componența Consiliului | Componența Consiliului | Componența Consiliului | Componența Consiliului | Componența Consiliului | Componența Consiliului |
|  | ------------------------------- | ---------- | ---------------------- | ---------------------- | ---------------------- | ---------------------- | ---------------------- | ---------------------- | ---------------------- | ---------------------- |
|  | Partidul Național Liberal       | 8          |                        |                        |                        |                        |                        |                        |                        |                        |
|  | Partidul Social Democrat        | 2          |                        |                        |                        |                        |                        |                        |                        |                        |
|  | Alianța pentru Unirea Românilor | 1          |                        |                        |                        |                        |                        |                        |                        |                        |

## Atracții turistice
- Rezervația naturală "Calcarele cu orbitoline de la Piatra Corbului" (2 ha), satul Tăuți
- Rezervația naturală "Piatra Varului" (1 ha)
- Rezervația naturală "Piatra Boului" (3 ha)
- Monumentul Eroilor, satul Meteș
- Rezervația naturală "Calcarele Ampoiței" (10 ha)
- Monumentul Eroilor din satul Presaca Ampoiului
- Cetatea Tăuți, construcție secolul al XIII-lea, satul Tăuți
- Monumentul Eroilor din Tăuți
- Cheile Ampoiței

## Vezi și
- Biserica „Cuvioasa Paraschiva” din Ampoița
- Biserica „Cuvioasa Paraschiva" din Meteș
- Trascău (sit de importanță comunitară inclus în rețeaua ecologică europeană Natura 2000 în România) și Munții Trascăului (arie de protecție specială avifaunistică (sit SPA).